# Ji Yanyan
Ji Yanyan (29 de maio de 1985) é uma basquetebolista profissional chinesa.

## Carreira
Ji Yanyan integrou a Seleção Chinesa de Basquetebol Feminino, em Londres 2012 que terminou na sexta colocação. 